# Viva Litfiba 1985-1993
Viva Litfiba 1985-1993 è una raccolta non ufficiale (in quanto non autorizzata dalla band) dei Litfiba pubblicata come Box Set nel 2003 dalla Warner Music Italy. L'album, come le raccolte pubblicate precedentemente, include unicamente brani incisi dal gruppo nel periodo passato con le etichette discografiche CGD/Warner, ovvero '85-'93.

## Contenuto

### CD 1
- Viva Litfiba - Disk 1

### CD 2
- Viva Litfiba - Disk 2

### CD 3
- Viva Litfiba 2 - Disk 1

### CD 4
- Viva Litfiba 2 - Disk 2